# Anthene sylvanus
Anthene sylvanus är en fjärilsart som beskrevs av Dru Drury 1773. Anthene sylvanus ingår i släktet Anthene och familjen juvelvingar. Inga underarter finns listade i Catalogue of Life.

## Bildgalleri

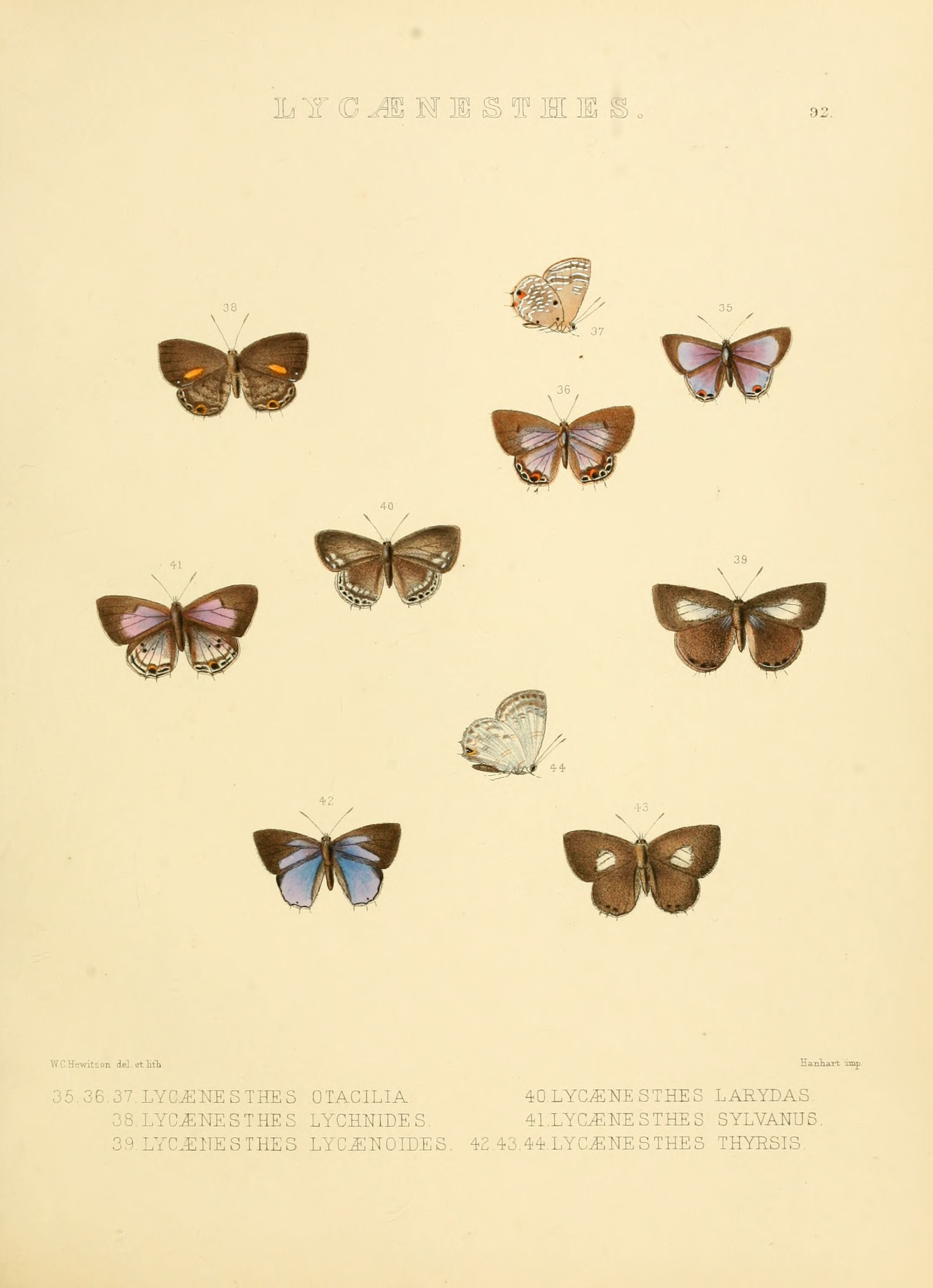